# Kjell Ove Oftedal
Kjell Ove Oftedal (ur. 6 kwietnia 1971 w Kristiansand) – norweski biathlonista, dwukrotny medalista mistrzostw świata juniorów i brązowy medalista mistrzostw Europy.

## Kariera
W Pucharze Świata zadebiutował 19 stycznia 1990 roku w Anterselvie, zajmując 61. miejsce w sprincie. Pierwsze punkty wywalczył 26 stycznia 1995 roku w Ruhpolding, zajmując 13. miejsce w biegu indywidualnym. Nigdy nie stanął na podium zawodów indywidualnych, jednak 19 marca 1995 roku w Lillehammer wspólnie z Ole Einarem Bjørndalenem, Jonem Åge Tyldumem i Frode Andresenem zwyciężył w sztafecie. Najlepsze wyniki osiągnął w sezonie 1994/1995, kiedy zajął 39. miejsce w klasyfikacji generalnej. W 1995 roku wystartował na mistrzostwach świata w Anterselvie, gdzie zajął szóste miejsce w biegu indywidualnym i piąte w sztafecie. Największy sukces osiągnął podczas mistrzostw Europy w Windischgarsten w 1997 roku, gdzie zdobył brązowy medal w sztafecie. Zdobył też dwa brązowe medale mistrzostw świata juniorów: w biegu drużynowym na MŚJ w Sodankylä w 1990 roku i w sztafecie podczas rozgrywanych rok później MŚJ w Galyatető. Nigdy nie brał udziału w igrzyskach olimpijskich.

## Osiągnięcia

### Mistrzostwa świata
| Rok  | Miejscowość | Konkurencje | Konkurencje | Konkurencje | Konkurencje | Konkurencje | Konkurencje | Konkurencje |
| Rok  | Miejscowość | IN          | SP          | PU          | MS          | RL          | MR          | SR          |
| ---- | ----------- | ----------- | ----------- | ----------- | ----------- | ----------- | ----------- | ----------- |
| 1995 | Anterselva  | 6.          | –           | nd.         | nd.         | 5.          | nd.         | –           |

### Puchar Świata

#### Miejsca w klasyfikacji generalnej
| Sezon     | Miejsce |
| --------- | ------- |
| 1989/1990 | -       |
| 1994/1995 | 39.     |
| 1995/1996 | 77.     |
| 1997/1998 | -       |

#### Miejsca na podium chronologicznie
Oftedal nigdy nie stanął na podium zawodów PŚ.